# Anvers (stanice metra v Paříži)
Anvers je nepřestupní stanice pařížského metra na lince 2 na hranicích 9. a 18. obvodu v Paříži. Leží pod Boulevardem de Rochechouart.

## Historie
Stanice byla otevřena 7. října 1902, kdy sem byla linka rozšířena ze stanice Étoile. Do 31. ledna 1903 sloužila jako konečná stanice, než byl otevřen další úsek linky do stanice Alexandre Dumas (tehdy pod názvem Rue de Bagnolet).
Při modernizaci lanovky na Montmartre v letech 1990–1991 se počítalo s jejím prodloužení podzemním tunelem až ke stanici Anvers, kde by byl možný přímý přestup. Nakonec bylo od tohoto plánu upuštěno z důvodu vysokých finančních nákladů.

## Název
Jméno stanice znamená česky Antverpy podle nedalekých náměstí Place d'Anvers a Square d'Anvers, která nesou jméno podle Antverp v Belgii.
Na informačních tabulích je oficiální název stanice doplněn ještě podnázvem psaným malým písmem: Sacré-Cœur, který odkazuje na světoznámou baziliku.

## Vstupy
Stanice má pouze jeden vchod na Boulevardu de Rochechouart poblíž ulice Rue de Steinkerque, která vede přímo pod baziliku.

## Zajímavosti v okolí
- Bleší trh, který se koná pravidelně na Boulevardu de Rochechouart
- Montmartre
- Bazilika Sacré-Cœur